# Linea Z
Z Nassau Street Express è una linea della metropolitana di New York della divisione B che collega la città da est, con capolinea presso la stazione di Jamaica Center-Parsons/Archer nei Queens, a ovest, con capolinea presso Broad Street a Manhattan. È indicata con il colore terra cotta poiché la trunk line che utilizza a Manhattan è la linea BMT Nassau Street.

## Storia

### 1906-1976
Le origini dell'attuale linea Z vanno ricercate in quella linea che, a partire dal 1924, la Brooklyn-Manhattan Transit Corporation iniziò ad indicare come linea 14. Quest'ultima venne attivata il 30 luglio 1906, con l'apertura della prima sezione della linea BMT Canarsie, svolgendo il servizio tra Canarsie e Williamsburg e utilizzando anche la Broadway Elevated. Il 16 settembre 1908, con l'apertura dei binari della metropolitana sopra il ponte di Williamsburg, la linea fu estesa a Essex Street e poi, il 4 agosto 1913, a Chambers Street.
Nel 1924, come menzionato, alla linea fu assegnato il numero 14. All'epoca, questa svolgeva nelle ore di punta un servizio espresso a ovest di East New York insieme alla linea 15, con alcuni treni che effettuavano nelle ore di punta anche un servizio locale tra Manhattan e Eastern Parkway o Atlantic Avenue. In seguito, il 14 luglio 1928, quando la linea BMT Canarsie venne fusa con la linea 14th Street-Eastern, alla linea 14 fu assegnato il compito di provvedere al servizio locale lungo la Broadway Elevated a ovest di Eastern Parkway, anche se le corse espresse verso Atlantic Avenue rimasero. Poi, il 30 maggio 1931, il capolinea ovest della linea venne troncato a Canal Street.
Il 18 giugno 1959, il servizio skip-stop, letteralmente «saltare la fermata», delle linee 14 e 15 venne implementato tra Jamaica e East New York. La linea 14, ora attiva tra Canal Street e 168th Street, aveva il compito di fare fermata, a est di Eastern Parkway, nelle stazioni "B", mentre la linea 15 nelle stazioni "A". Le stazioni "B" erano 168th Street, 160th Street, Sutphin Boulevard, Queens Boulevard, Metropolitan Avenue, 104th Street, Elderts Lane, Cypress Hills, Norwood Avenue, Van Siclen Avenue, Alabama Avenue e Eastern Parkway.
Il 26 novembre 1967, con l'apertura della Chrystie Street Connection, la linea 14 prese la denominazione di linea JJ. Era ora attiva tra 168th Street e Broad Street nelle ore di morbida, tra Canal Street e 168h Street nelle ore di punta mattutine e tra Canal Street e Atlantic Avenue o Crescent Street nelle ore di punta pomeridiane. In seguito, il 1º luglio 1968, con il completamento della Chrystie Street Connection, la linea JJ fu rinominata a linea KK e il percorso fu modificato.
La linea KK, lasciata definitivamente la linea BMT Canarsie, era quindi attiva da 168h Street, o da Eastern Parkway, alla stazione di 57th Street, sulla linea IND Sixth Avenue. Il 2 gennaio 1973, il capolinea della linea fu arretrato da 168th Street a Eastern Parkway e la linea stessa rinominata a linea K. Tuttavia, il 30 agosto 1976, la linea K fu soppressa e di consulenza il servizio skip-stop congiunto con la linea J fu eliminato.

### 1988-presente
L'attuale linea Z venne quindi attivata l'11 dicembre 1988, in concomitanza con l'apertura della linea BMT Archer Avenue. La nuova linea effettuava un servizio skip-stop insieme alla linea J durante le ore di punta tra Jamaica Center-Parsons/Archer e Marcy Avenue per poi continuare con servizio locale fino a Broad Street. Diverse linee autobus furono anche reindirizzate a Jamaica Center, in occasione dell'apertura.
Il nuovo servizio congiunto delle linee J e Z venne pubblicizzato dalla Metropolitan Transportation Authority (MTA) come il più veloce per raggiungere Lower Manhattan, rispetto alle linee E, F e R, nel tentativo di diminuire il sovraffollamento della linea IND Queens Boulevard. MTA, inoltre, sperando che i passeggeri delle suddette linee si sarebbero spostati sulle linee J e Z, si impegnò a tenere i treni di quest'ultime liberi dai graffiti, che al tempo rappresentavano un annoso problema per la rete metropolitana.
Nel 1999, dal 30 aprile al 1º settembre, a causa della chiusura del ponte di Williamsburg per lavori di ristrutturazione, la linea Z venne limitata a Broadway Junction. In seguito, dopo gli attentati dell'11 settembre 2001, la linea J fu estesa a Bay Ridge-95th Street per rimpiazzare la linea R e di conseguenza la linea Z venne momentaneamente sospesa fino al 28 ottobre, quando anche il normale servizio della linea J fu ripristinato.
Nel marzo 2020, il servizio skip-stop fu temporaneamente sospeso a causa della carenza di passeggeri e personale dovuta alla pandemia di COVID-19. Il servizio fu pienamente riattivato nel giugno 2020. Dal 29 dicembre 2021 al 19 gennaio 2022, il servizio skip-stop fu nuovamente sospeso per la carenza di personale aggravata dalla pandemia. A partire dal 1º luglio 2022 e fino a settembre, a causa di lavori di sostituzione dei binari nei livelli inferiori delle stazioni di Jamaica Center-Parsons/Archer e Sutphin Boulevard-Archer Avenue-JFK Airport, la linea J termina a 121st Street e la linea Z e il servizio skip-stop sono temporaneamente sospesi.

## Servizio
La linea Z è attiva solo nelle ore di punta dei giorni feriali e nella direzione di massimo afflusso, ossia verso Manhattan dalle 7:00 alle 8:15 e verso Brooklyn e Queens dalle 16:30 alle 17:45. Svolge un servizio skip-stop insieme alla linea J, con i treni delle due linee che si alternano ogni cinque minuti, facendo fermata in 21 stazioni, con un tempo di percorrenza di 45 minuti circa. È conosciuta anche come linea Z Jamaica Express.
Possiede interscambi con 16 delle altre 24 linee della metropolitana di New York, con il servizio ferroviario suburbano Long Island Rail Road, con numerose linee automobilistiche gestite da MTA Bus e NYCT Bus e con l'AirTrain JFK, che la collega con l'aeroporto Internazionale John F. Kennedy.

### Percorso
| Stazione                                    |  | Interscambi con la metropolitana | Altri Interscambi                        |
| ------------------------------------------- |  | -------------------------------- | ---------------------------------------- |
| Queens                                      |  |                                  |                                          |
| Jamaica Center-Parsons/Archer               |  | E · J                            | MTA Bus · NYCT Bus                       |
| Sutphin Boulevard-Archer Avenue-JFK Airport |  | E · J                            | LIRR · AirTrain JFK · MTA Bus · NYCT Bus |
| 121st Street                                |  |                                  | MTA Bus · NYCT Bus                       |
| 104th Street                                |  |                                  | NYCT Bus                                 |
| Woodhaven Boulevard                         |  | J                                | MTA Bus · NYCT Bus                       |
| 75th Street-Elderts Lane                    |  |                                  | NYCT Bus                                 |
| Brooklyn                                    |  |                                  |                                          |
| Crescent Street                             |  | J                                | NYCT Bus                                 |
| Norwood Avenue                              |  |                                  | NYCT Bus                                 |
| Van Siclen Avenue                           |  |                                  | NYCT Bus                                 |
| Alabama Avenue                              |  | J                                | NYCT Bus                                 |
| Broadway Junction                           |  | A · C · J · L                    | LIRR · NYCT Bus                          |
| Chauncey Street                             |  |                                  | NYCT Bus                                 |
| Gates Avenue                                |  |                                  | NYCT Bus                                 |
| Myrtle Avenue                               |  | J · M                            | NYCT Bus                                 |
| Marcy Avenue                                |  | J · M                            | NYCT Bus                                 |
| Manhattan                                   |  |                                  |                                          |
| Essex Street                                |  | F · J · M                        | NYCT Bus                                 |
| Bowery                                      |  | J                                | NYCT Bus                                 |
| Canal Street                                |  | 6 · J · N · Q · R · W            | NYCT Bus                                 |
| Chambers Street                             |  | 4 · 5 · 6 · J                    | MTA Bus · NYCT Bus                       |
| Fulton Street                               |  | 2 · 3 · 4 · 5 · A · C · J        | NYCT Bus                                 |
| Broad Street                                |  | J                                |                                          |

## Materiale rotabile
Sulla linea Z vengono attualmente usati tre diversi materiali rotabili: gli R32, gli R42 e gli R160. I primi risalgono agli anni 1960 e furono prodotti dalla Budd Company; i secondi sono degli anni 1970 e furono realizzati dalla St. Louis Car Company; i terzi sono degli anni 2010 e furono prodotti dall'Alstom. Le vetture a disposizione delle linee J e Z sono in totale 96 R32, 40 R42 e 24 R160, assemblabili in diverse configurazioni. Il deposito assegnato alla linea è quello di East New York.